# Палмов молец
Палмовият молец (Paysandisia archon) е вид пеперуда от семейство Castniidae и се счита за единствен член на рода Paysandisia. Германският натуралист Херман Бурмейстер описва вида през 1879 г. като Castnia archon.

## Разпространение
Естественият ареал на палмовия молец включва териториите на Аржентина, Уругвай, Бразилия и Парагвай в Южна Америка. Случайно е внесен в Европа, където се разпространява много бързо.

## Описание
Това е много голям молец с размах на крилата от 90 до 110 mm. Предните крила са тъмнозелени с кафяво набраздяване, а задните са яркочервени с удебелени черно-бели маркировки. Женските обикновено са по-големи от мъжките. Подобно на другите видове от това семейство, този вид лети денонощно и лесно се бърка с дневните пеперуди. Възрастните летят от юни до септември.
Ларвата е белезникава и се храни в стъблата и стволовете на палмите. В естествения си ареал щетите, нанесени от ларвите не са големи и видът не се счита за вредител, но в Европа видът предизвиква все по-голяма загриженост, тъй като понякога фаталните щети са причинени по местните и екзотични палми.